# 24 sata
24 sata, en français « 24 heures », est un quotidien serbe gratuit publié à Belgrade. Il paraît depuis octobre 2006 et appartient au groupe de presse suisse Ringier. Avec un tirage de 150 000 exemplaires, il est le plus important quotidien gratuit de la capitale.